# ایتزیک زوهار
ایتزیک زوهار (به انگلیسی: Itzik Zohar) هافبک اهل اسرائیل است که از سال ۱۹۹۲ تا ۲۰۰۰ میلادی عضو تیم ملی فوتبال اسرائیل بوده و در ۳۱ بازی ملی حضور داشته است. ایتزیک زوهار توانسته در بازی‌های ملی، ۹ گل به ثمر برساند.